# Ali Madan
Ali Jaafar Mohamed Ahmed Madan (arabisch علي جعفر مدن, DMG ʿAlī Ǧaʿfar Madan; * 30. November 1995 in Jidhafs) ist ein bahrainischer Fußballspieler. Er wird zumeist auf der Position eines Mittelfeldspielers eingesetzt.

## Karriere

### Verein
Zur Saison 2013/14 wechselte Madan zu al-Shabab, wo er vier Spielzeiten verbrachte. Zur Spielzeit 2017/18 zog es ihn nach al-Najma, wo er bis Oktober 2020 aktiv war und auch in mehreren Partien der Gruppenphase des AFC Cup 2019 eingesetzt wurde. Anschließend wechselte er zu al-Riffa. Für die Saison 2021/22 wurde er in die Vereinigten Arabischen Emirate zu al-Orooba verliehen. Zuvor hatte er mit dem Team in der Spielzeit 2020/21 die Meisterschaft gewonnen. 
Bis zum Ende der Spielzeit 2023/24 ist er an den Ajman Club verliehen, welcher in der UAE Pro League spielt. Dort hatte er sein Startelfdebüt am ersten Spieltag bei einer 0:3-Niederlage gegen Shabab al-Ahli.

### Nationalmannschaft
Seinen ersten bekannten Einsatz im Trikot der bahrainische A-Nationalmannschaft hatte Madan am 1. September 2016 bei einem 3:1-Freundschaftsspielsieg über Singapur. Dort stand er in der Startelf und wurde zur 80. Minute für Isa Abdulwahab ausgewechselt. Nach weiteren Freundschaftsspielen in den folgenden Jahren bestritt er ab Juni 2017 Qualifikationsspiele zur Asienmeisterschaft 2019. Abschließend schaffte er es mit Bahrain beim Golfpokal 2017 ins Halbfinale.
Bei der Asienmeisterschaft 2019 kam Madan in allen Spielen Bahrains zum Einsatz. Am Ende schied er mit seinem Team in der ersten K.-o.-Runde gegen Südkorea nach Verlängerung aus. Im Sommer bekam er weitere Einsätze bei der Westasienmeisterschaft 2019 und in Qualifikationsspielen für die Weltmeisterschaft 2022. Beim Golfpokal 2019 konnte er mit Bahrain durch ein 1:0 über Saudi-Arabien erstmals den Titel holen.
Gegen Kuwait schaffte Madan mit Bahrain die Qualifikation für den Arabien-Pokal 2021. Ein Jahr später sicherte er sich mit seinem Team die Qualifikation für die Asienmeisterschaft 2023 und erreichte beim Golfpokal 2023 das Halbfinale.